# Neerlando-estadounidenses

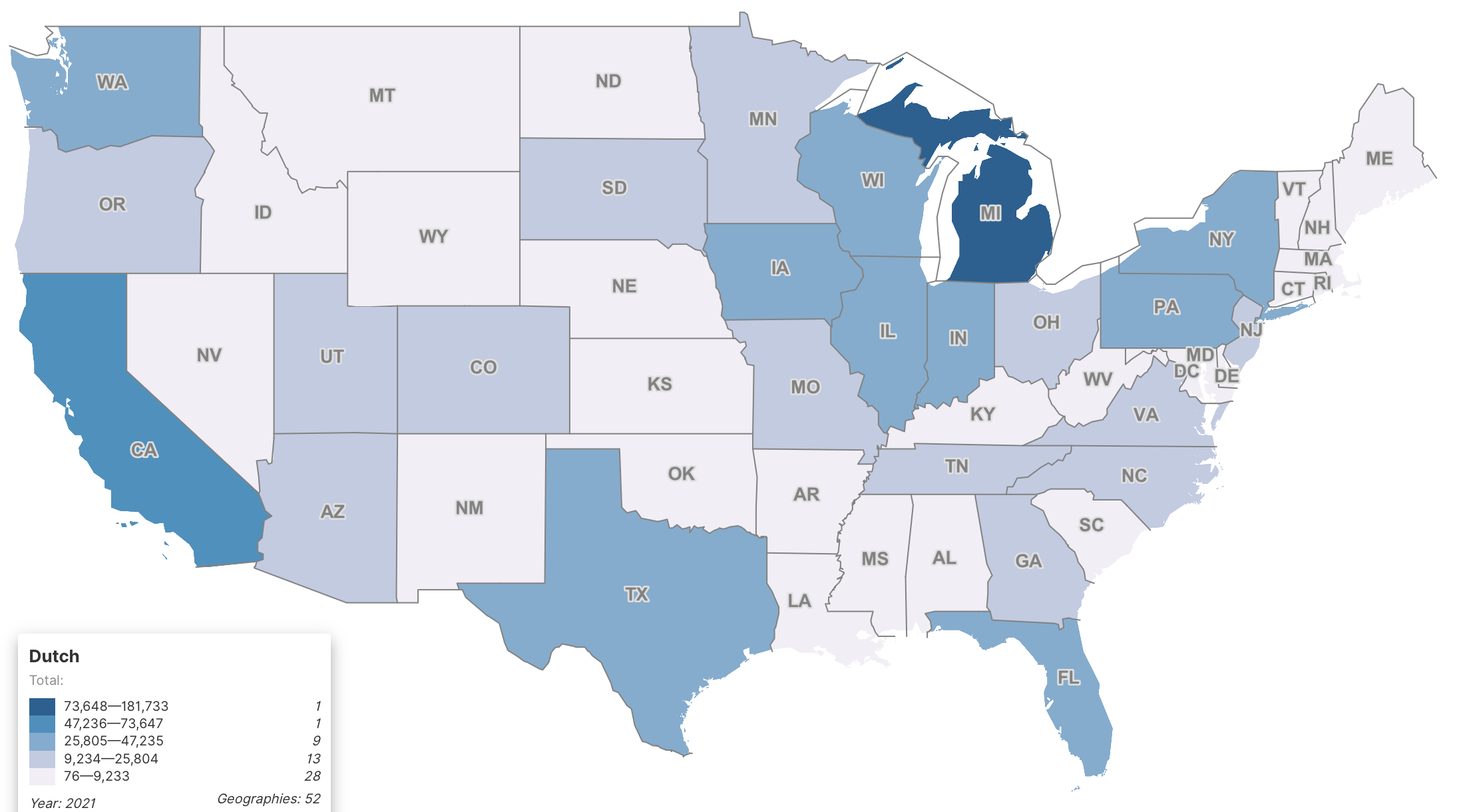
Estadounidenses con ascendencia neerlandesa total por estado, en 2021

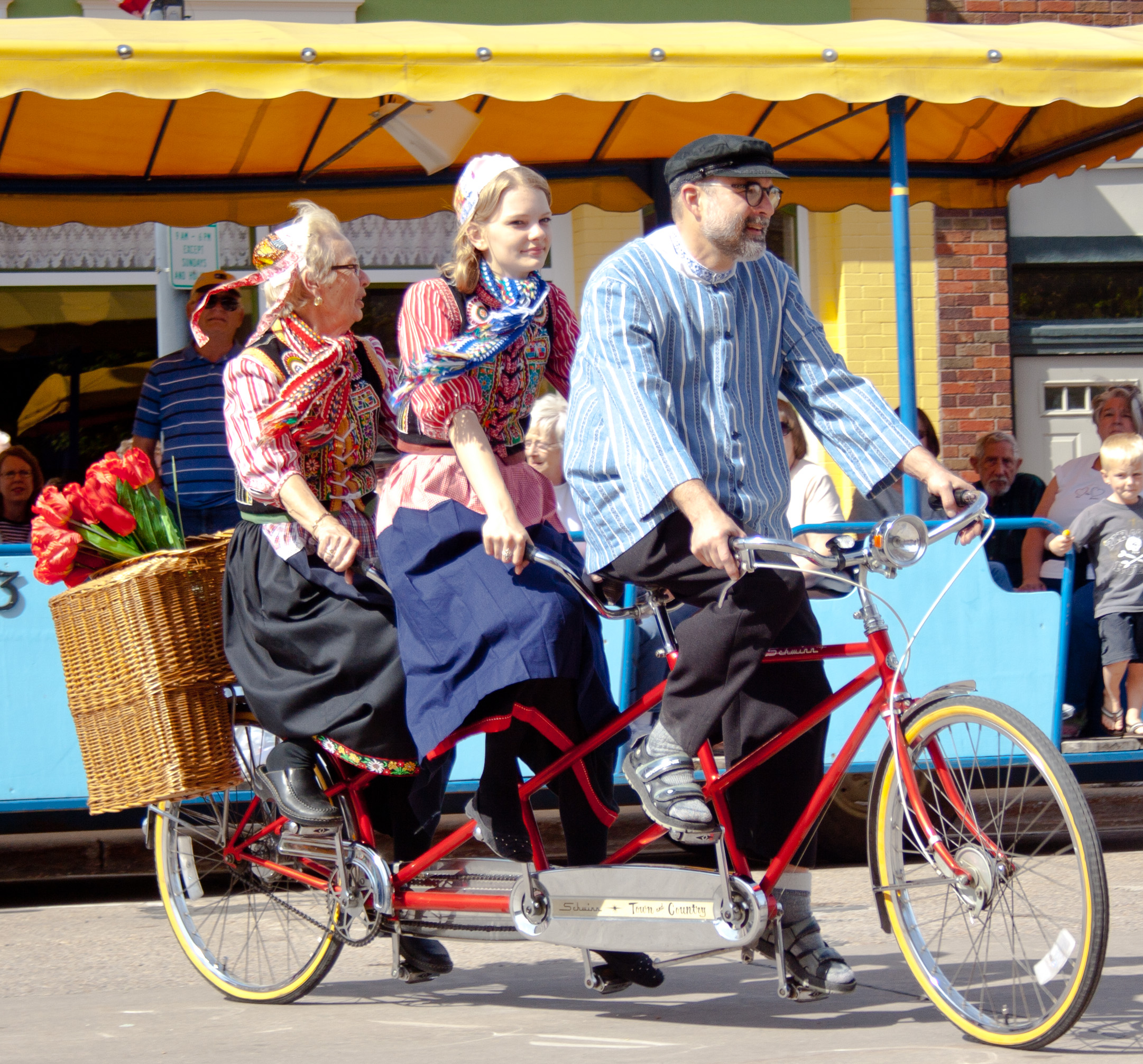
Personas de ascendencia neerlandesa en Iowa con trajes típicos

Los neerlando-estadounidenses o estadounidenses de origen neerlandés (en inglés: Dutch Americans, en neerlandés: Nederlandse Amerikanen) son estadounidenses de ascendencia neerlandesa y flamenca cuyos antepasados procedían de los Países Bajos en un pasado lejano, o de los Países Bajos a partir de 1830 cuando los flamencos se independizaron del Reino Unido de los Países Bajos al crear el Reino de Bélgica. El asentamiento neerlandés en América comenzó en 1613 con Nueva Ámsterdam, que fue intercambiada con los ingleses por Surinam en el Tratado de Breda (1667) y rebautizada como Ciudad de Nueva York. Los ingleses dividieron la colonia neerlandesa de Nueva Holanda en dos partes y las llamaron Nueva York y Nueva Jersey. Otras oleadas de inmigración ocurrieron en los siglos XIX y XX.
En el 2016 existían 4.044.507 de estadounidenses con ancestro neerlandés. Según la encuesta sobre la comunidad estadounidense de 2021, aproximadamente 3,1 millones de estadounidenses afirman tener una herencia neerlandesa total o parcial, mientras que 884 857 estadounidenses afirman tener una herencia neerlandesa total. En 2021, 113 634 estadounidenses neerlandeses nacieron en el extranjero (de los cuales el 61,5 % en Europa) y el 95,3 % de la población estadounidense neerlandesa total de 5 años o más solo hablaba inglés en casa. Hoy en día, la mayoría de los estadounidenses neerlandeses viven en Míchigan, California, Montana, Minnesota, Illinois, Wyoming, Colorado, Dakota del Norte, Dakota del Sur, Nebraska, Kansas, Misuri, Indiana, Nueva York, Nueva Jersey, Wisconsin, Idaho, Utah, Iowa , Ohio, Virginia Occidental y Pensilvania.
Los neerlandeses de Pensilvania no están incluidos entre los neerlandeses estadounidenses ya que son un grupo principalmente de estadounidenses alemanes que se establecieron en Pensilvania en la era colonial y cuyo nombre es una derivación del endónimo neerlandés de Pensilvania Deitsch, que significa "neerlandés de Pensilvania" o "alemán". En última instancia, los términos Deitsch, Dutch, Diets y Deutsch son todos descendientes de la palabra protogermánica *þiudiskaz, que significa "popular" o "del pueblo".

## Antes delsigloXVIII

### Exploración temprana
En 1602, el gobierno neerlandés fundó la Compañía Neerlandesa de las Indias Orientales (Vereenigde Oostindische Compagnie, VOC). Envió exploradores bajo el mando de Henry Hudson, quien llegó en 1609 y cartografió lo que ahora se conoce como el río Hudson. Su objetivo inicial era encontrar una ruta alternativa a Asia, pero en su lugar encontraron buenas tierras de cultivo y mucha vida salvaje.

### Asentamiento neerlandés más antiguo
El asentamiento neerlandés más antiguo se construyó alrededor de 1613; consistía en una serie de pequeñas cabañas construidas por la tripulación del Tijger (Tiger), un barco holandés bajo el mando del Capitán Adriaen Block que se incendió mientras navegaba por el Hudson en el invierno de 1613. El barco se perdió y Block y su tripulación establecieron un campamento en tierra. En primavera, Block y sus hombres realizaron algunas exploraciones a lo largo de la costa de Long Island. Block Island todavía lleva su nombre. Finalmente, fueron avistados y rescatados por otro barco holandés y el asentamiento fue abandonado.

## SigloXVIII
Después de la toma de posesión británica, las ricas familias neerlandesas de Albany y la ciudad de Nueva York emularon a la élite inglesa y compraron muebles, platería, cristal y joyería ingleses. Estaban orgullosos de su idioma, fuertemente reforzado por la iglesia, pero fueron mucho más lentos que los yanquis en montar escuelas para sus hijos. Finalmente establecieron Queens College (ahora Universidad de Rutgers) en Nueva Jersey, pero rápidamente se anglicanizó. Nunca intentaron iniciar periódicos; no publicaban ningún libro y solo un puñado de tratados religiosos anualmente. El líder pietista Theodorus Jacobus Frelinghuysen (1691–1747) lanzó una serie de avivamientos que desafían el énfasis de la iglesia mayoritaria en los sacramentos. Los edificios de las iglesias siguieron cada vez más los modelos ingleses en lugar de los modelos holandeses históricos. Sin embargo, políticamente, había un fuerte sentimiento antibritánico que llevó a la mayoría de los neerlandeses a apoyar la Revolución de las Trece Colonias. Un famoso héroe popular holandés fue Rip Van Winkle, caracterizado por ser absurdamente anticuado y desactualizado, cuyo objetivo era inculcar el establecimiento de una cultura estadounidense distinta de la cultura británica. La mayoría de los agricultores se concentraron en brindar subsistencia a sus familias; alrededor de un tercio se orientaba principalmente a los precios de mercado.

## SigloXIX
A principios del siglo XIX, un gran número de granjeros neerlandeses, obligados por los altos impuestos y los bajos salarios, comenzaron a emigrar a Estados Unidos. Se establecieron principalmente en el Medio Oeste, especialmente en Míchigan, Illinois e Iowa. En la década de 1840, emigraron inmigrantes calvinistas que deseaban más libertad religiosa. West Míchigan, en particular, se ha asociado con la cultura neerlando-estadounidense y la influencia altamente conservadora de la iglesia reformada neerlandesa, centrada en las ciudades de Países Bajos y (en menor medida) Grand Rapids.
Oleadas de emigrantes católicos, alentadas inicialmente en la década de 1840 por el padre Theodore J. van den Broek, emigraron del sur de los Países Bajos para formar comunidades en Wisconsin, principalmente en Little Chute, Hollandtown y las comunidades agrícolas periféricas. Familias enteras e incluso barrios partieron hacia Estados Unidos. La mayoría de estos primeros emigrantes procedían de pueblos cercanos a Uden, incluidos Zeeland, Boekel, Mill, Oploo y Gemert. Por el contrario, muchos emigrantes agrarios protestantes a Míchigan e Iowa procedían de Groningen, Frisia y Zelanda; áreas conocidas por sus suelos arcillosos. Entre 1820 y 1900, 340.000 holandeses emigraron de los Países Bajos a Estados Unidos.
La economía holandesa de la década de 1840 estaba estancada y gran parte de la motivación para emigrar era más económica que política o religiosa. Los emigrantes no eran pobres, ya que el costo del pasaje, los gastos y la compra de tierras en América habrían sido sustanciales. Sin embargo, no eran ricos y muchos habrían estado arriesgando la mayor parte de su riqueza por la posibilidad de una mejora económica. También hubo presiones políticas en ese momento que favorecieron las emigraciones masivas de protestantes.

## Migración delsigloXX
Un número significativo de holandeses emigró a los Estados Unidos después de la Segunda Guerra Mundial llegó desde Indonesia a través de los Países Bajos. Después de que Indonesia, anteriormente conocida como las Indias Orientales Holandesas, obtuviera la independencia, su población indoeuropea (euroasiática) conocida como Indies Dutchmen (holandés: Indische Nederlanders) se repatrió a los Países Bajos. Alrededor de 60 000 continuaron su diáspora hacia los Estados Unidos. Este grupo en particular también se conoce como holandeses-indonesios, indonesios-holandeses o amerindos.
"Nueve décimos de los llamados europeos (en las Indias Orientales Holandesas) son descendientes de blancos casados con mujeres nativas. Estas personas mixtas se llaman indoeuropeos... Han formado la columna vertebral de la burocracia. En general sienten lo mismo lealtad a Holanda al igual que los holandeses blancos. Tienen plenos derechos como ciudadanos holandeses y son cristianos y siguen las costumbres holandesas. Este grupo ha sufrido más que cualquier otro durante la ocupación japonesa". Publicación oficial del Ejército de los EE. UU. en beneficio de G.I.'s, 1944.
Estos indos holandeses ingresaron principalmente a los Estados Unidos bajo medidas legislativas de refugiados y fueron patrocinados por organizaciones cristianas como Church World Service y Catholic Relief Services. No se dispone de un recuento preciso de inmigrantes indo, ya que el censo de EE. UU. clasificó a las personas según su afiliación étnica autodeterminada. Por lo tanto, los indios podrían haber sido incluidos en categorías superpuestas de "país de origen", "otros asiáticos", "extranjero total", "parentesco mixto", "nacido en el extranjero total" y "lengua materna extranjera". Sin embargo, los indos que se asentaron en los Estados Unidos a través de las medidas legislativas de refugiados suman al menos 25 000 personas.
La legislación original sobre refugiados de la posguerra de 1948, que ya se adhería a una política estricta de "declaración jurada de apoyo", todavía mantenía una barra de color que dificultaba que los indios emigraran a los Estados Unidos. Para 1951, los consulados estadounidenses en los Países Bajos registraron 33 500 solicitudes y tenían tiempos de espera de 3 a 5 años. También la Ley Walter-McCarren de 1953 se adhirió a la política estadounidense tradicional de minimizar los inmigrantes de Asia. La cuota anual para Indonesia se limitó a 100 visas, a pesar de que los asuntos exteriores holandeses intentaron perfilar a Indos como refugiados de la supuesta administración procomunista de Sukarno.
El desastre de las inundaciones de 1953 en los Países Bajos dio lugar a la Ley de Ayuda a los Refugiados, que incluía un puesto para 15000 personas de etnia holandesa que tenían al menos un 50 % de sangre europea (un año más tarde se aflojó a ciudadanos holandeses con al menos dos abuelos holandeses) y una trayectoria legal y política inmaculada. registro. En 1954, solo se concedieron 187 visas. Parcialmente influenciado por la retórica antioccidental y las políticas de la administración de Sukarno, el senador anticomunista Francis E. Walter abogó por un segundo mandato de la Ley de Ayuda a los Refugiados en 1957 y una franja adicional de 15 000 visas en 1958.
En 1958, se aprobó la Ley de inmigración Pastore-Walter para el alivio de ciertos extranjeros en dificultades que permitió la aceptación única de 10,000 holandeses de Indonesia (excluyendo la cuota anual regular de 3,136 visas). Sin embargo, se esperaba que solo el 10% de estos refugiados holandeses fueran de hecho mestizos indos y la embajada estadounidense en La Haya se sintió frustrada por el hecho de que Canadá, donde el perfil étnico era aún más estricto, estaba recibiendo a los holandeses de pura sangre y a los Estados Unidos se estaba volviendo holandés "todo bastante oscuro". Todavía en 1960, los senadores Pastore y Walter lograron obtener un segundo mandato de dos años por su acto, que fue utilizado por un gran número de indos holandeses.

## Influencia neerlandesa en los Estados Unidos

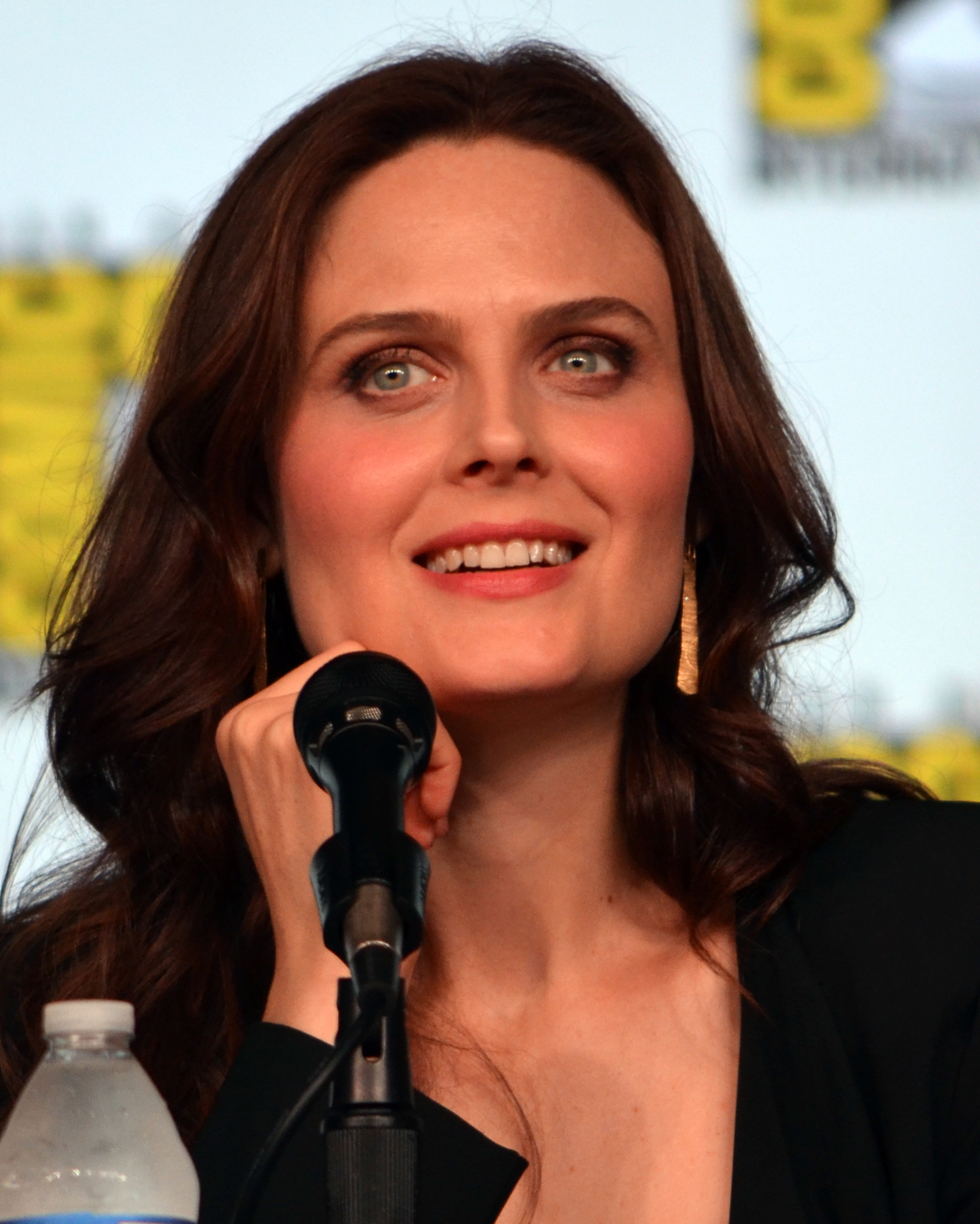
Emily Deschanel en el Comic-Con 2012, conocida actriz de ascendencia neerlandesa

Según la tradición, en 1626 Peter Minuit obtuvo la isla de Manhattan de manos de indígenas a cambio de bienes por un valor total de 60 florines (24 dólares); la mayoría de los aspectos de la historia han sido cuestionados por expertos. Minuit, un valón, fue empleado por la Compañía Neerlandesa de las Indias Occidentales para administrar su colonia de Nueva Ámsterdam, la futura Nueva York. Los nombres de algunos otros asentamientos que se establecieron todavía existen hoy como distritos y vecindarios de Nueva York: Brooklyn (Breukelen), Wall Street (Wal Straat), Stuyvesant, The Bronx (llamado así por el colono neerlandés Jonas Bronck), Staten Island (llamado así por el parlamento neerlandés, el Staten Generaal), Harlem (Haarlem), Coney Island (Konijnen Eiland, significa "Isla de los conejos") y Flushing (Vlissingen).
Figuras políticas neerlando-estadounidenses prominentes (parciales) incluyen a los presidentes Martin Van Buren, Warren G. Harding y Theodore y Franklin D. Roosevelt y los senadores estadounidenses Philip Schuyler, Nicholas Van Dyke, Hamilton Fish, John C. Ten Eyck, Daniel W. Voorhees, Arthur Vandenberg, Peter G. Van Winkle, Alan Simpson, Fred Thompson, John Hoeven y Christopher Van Hollen. Dos de los Padres Fundadores de los Estados Unidos, Egbert Benson y John Jay, también eran de ascendencia holandesa. Los gobernadores John Hickenlooper de Colorado, Harold G. Hoffman y Thomas Kean de Nueva Jersey, William Henry Vanderbilt III de Rhode Island, George Bell Timmerman Jr. de Carolina del Sur y Cornelius P. Van Ness de Vermont.
Varios presidentes estadounidenses tenían ascendencia holandesa:
Martin Van Buren, octavo presidente. Fue un organizador clave del Partido Demócrata y el primer presidente que no era de ascendencia inglesa, irlandesa, escocesa o galesa. También es el único presidente que no ha hablado inglés como primer idioma, sino que creció hablando neerlandés.
Theodore Roosevelt, vigésimo sexto presidente. Roosevelt es más famoso por su personalidad, su energía, su amplia gama de intereses y logros, su modelo de masculinidad y su personalidad de "vaquero". En 1901, se convirtió en presidente tras el asesinato del presidente William McKinley. Roosevelt fue un reformador progresista que buscó mover al Partido Republicano al campo progresista.
Warren G. Harding, 29º presidente. Los antepasados de su madre eran neerlandeses, incluida la conocida familia Van Kirk.
Franklin D. Roosevelt, 32º presidente. Elegido para cuatro mandatos, sirvió de 1933 a 1945 y es el único presidente de los Estados Unidos que ha servido más de dos mandatos. Una figura central del siglo XX, ha sido clasificado constantemente como uno de los tres mejores presidentes de EE. UU. en encuestas académicas.
George H. W. Bush y George W. Bush, presidentes 41 y 43, respectivamente. Cuentan miembros de la familia Schuyler y la familia relacionada Beekman entre sus antepasados.

## Idioma neerlandés y nombres neerlandeses en América del Norte
Los primeros colonos neerlandeses vivían en pequeñas comunidades aisladas y, como consecuencia, apenas estaban expuestos al inglés. A medida que los neerlandeses perdieron sus propias colonias en América del Norte ante los británicos, los colonos neerlandeses estuvieron cada vez más expuestos a otros inmigrantes y sus idiomas, y el idioma neerlandés comenzó a desaparecer gradualmente. La encuesta sobre la comunidad estadounidense de 2009-2013 estimó que 141580 personas de 5 años o más hablaban neerlandés en casa. En 2021, el 95,3 % de la población neerlando-estadounidense total de 5 años o más solo hablaba inglés en casa.
Francis Adrian van der Kemp, quien llegó a los Estados Unidos como refugiado en 1788, escribió que su esposa pudo conversar en neerlandés con las esposas de Alexander Hamilton y el general George Clinton. En 1847, los inmigrantes de los Países Bajos fueron recibidos en neerlandés por el reverendo Isaac Wyckoff a su llegada a Nueva York. El propio Wyckoff era descendiente de uno de los primeros colonos de Rensselaerswyck, que había aprendido a hablar inglés en la escuela.
Por ejemplo Max Thieriot es de ascendencia  de Países Bajos y su apellido es de dicho origen.
| Fecha | Población |
| 1910  | 126.045   |
| 1920  | 136.540   |
| 1930  | 133.142   |
| 1940  | 102.700   |
| 1960  | 130.482   |
| 1970  | 127.834   |

### Nombres de origen neerlandés
En la primera mitad del siglo XX, el idioma neerlandés apenas se hablaba en América del Norte, con la excepción de la primera generación de inmigrantes neerlandeses. Todavía se pueden ver las marcas de la herencia neerlandesa, en el idioma, en referencia a los neerlandeses históricos (por ejemplo, Stuyvesant) y en referencia a lugares neerlandeses. Hay alrededor de 35 restaurantes y panaderías neerlandesas en los Estados Unidos, la mayoría fundados en el siglo XX.

### Periódicos
Little Chute, Wisconsin, siguió siendo una comunidad de habla neerlandesa, conocida localmente como "holandés de habla" (en inglés: speaking Hollander), hasta el siglo XX. Todavía en 1898, los sermones de la iglesia y los anuncios de eventos estaban en neerlandés. Los periódicos neerlandeses continuaron en el área, principalmente en De Pere por clérigos católicos, y se publicaron hasta la Primera Guerra Mundial. La única publicación restante que está escrita exclusivamente en neerlandés es Krant's Maandblad, que se publica mensualmente en Penticton, Columbia Británica, Canadá, y se envía por correo a suscriptores de todo Estados Unidos desde Oroville, Washington.

## Día de la herencia neerlando-estadounidense
A partir de 1990, el 16 de noviembre es el "Día de la herencia neerlando-estadounidense" (en inglés: Dutch-American Heritage Day). El 16 de noviembre de 1776, un pequeño buque de guerra estadounidense, el Andrew Doria, llegó al puerto de la isla neerlandesa de San Eustaquio en las Indias Occidentales. Sólo cuatro meses antes, Estados Unidos había declarado su independencia de Gran Bretaña. La tripulación estadounidense se mostró encantada cuando el gobernador de la isla ordenó que los cañones de su fuerte fueran disparados en un saludo amistoso. La primera entrega de una potencia extranjera a la bandera de los Estados Unidos, fue un acto arriesgado y valiente. De hecho, enojados por el comercio neerlandés y el contrabando con las colonias rebeldes, los británicos se apoderaron de la isla unos años más tarde. Los neerlandeses recuperaron la isla en 1784.

## Día de la amistad neerlando-estadounidense
El 19 de abril es el Día de la Amistad Neerlando-Estadounidense (en inglés: Dutch-American Friendship Day), que recuerda el día de 1782 cuando John Adams, que más tarde se convertiría en el segundo presidente de los Estados Unidos, fue recibido por los Estados Generales en La Haya y reconocido como Ministro Plenipotenciario de los Estados Unidos de América. También fue el día en que la casa que había comprado en Fluwelen Burgwal 18 en La Haya se convertiría en la primera embajada estadounidense en el mundo.

## Festivales de la herencia neerlandesa
Muchos de los festivales de la herencia neerlandesa que tienen lugar en los Estados Unidos coinciden con la floración de los tulipanes en una región en particular. El Tulip Time Festival en Holland, Míchigan es el festival más grande de este tipo con otras reuniones notables como el Pella Tulip Time en Pella, Iowa; Festival del Tulipán en Orange City, Iowa y Albany, Nueva York; Días holandeses en Fulton, Illinois; Let's Go Dutch Days en Baldwin, Wisconsin; Días de Holanda en Lynden, Washington; Holland pasando en Oak Harbor, Washington; Holland Fest en Cedar Grove, Wisconsin, y Wooden Shoe Tulip Fest en Woodburn, Oregón. A menudo, los festivales del patrimonio neerlandés coinciden con la floración del tulipán. Ver Tulip Festival para obtener explicaciones adicionales de algunos de estos festivales. También se lleva a cabo un festival neerlandés en la Universidad de Hofstra en Hempstead, Nueva York; y un Festival de Holanda en Long Beach, California. En octubre se celebra un tradicional festival holandés Kermis en Little Chute, WI. A fines de noviembre y principios de diciembre, se lleva a cabo un Winterfest holandés en Holland, MI, para coincidir con la tradicional llegada de Sinterklaas; el antepasado cultural del Papá Noel estadounidense". Hay un festival anual de Sinterklass que se lleva a cabo en Rhinebeck y Kingston, Nueva York, donde Sinterklaas cruza el río Hudson y se lleva a cabo un desfile en reconocimiento del patrimonio cultural neerlandés del área metropolitana de Nueva York.